# Șiroko Pole, Kărdjali
Șiroko Pole (în bulgară Широко Поле) este un sat în comuna Kărdjali, regiunea Kărdjali,  Bulgaria. 

## Demografie
Componența etnică a satului Șiroko Pole
     Turci (92,98%)
     Nicio identificare (7,01%)
     Altele (0%)
La recensământul din 2011, populația satului Șiroko Pole era de 756 locuitori. Din punct de vedere etnic, majoritatea locuitorilor (92,98%) erau turci. Pentru 7,01% din locuitori nu este cunoscută apartenența etnică.